# Étang
Ne doit pas être confondu avec lac ou mare.

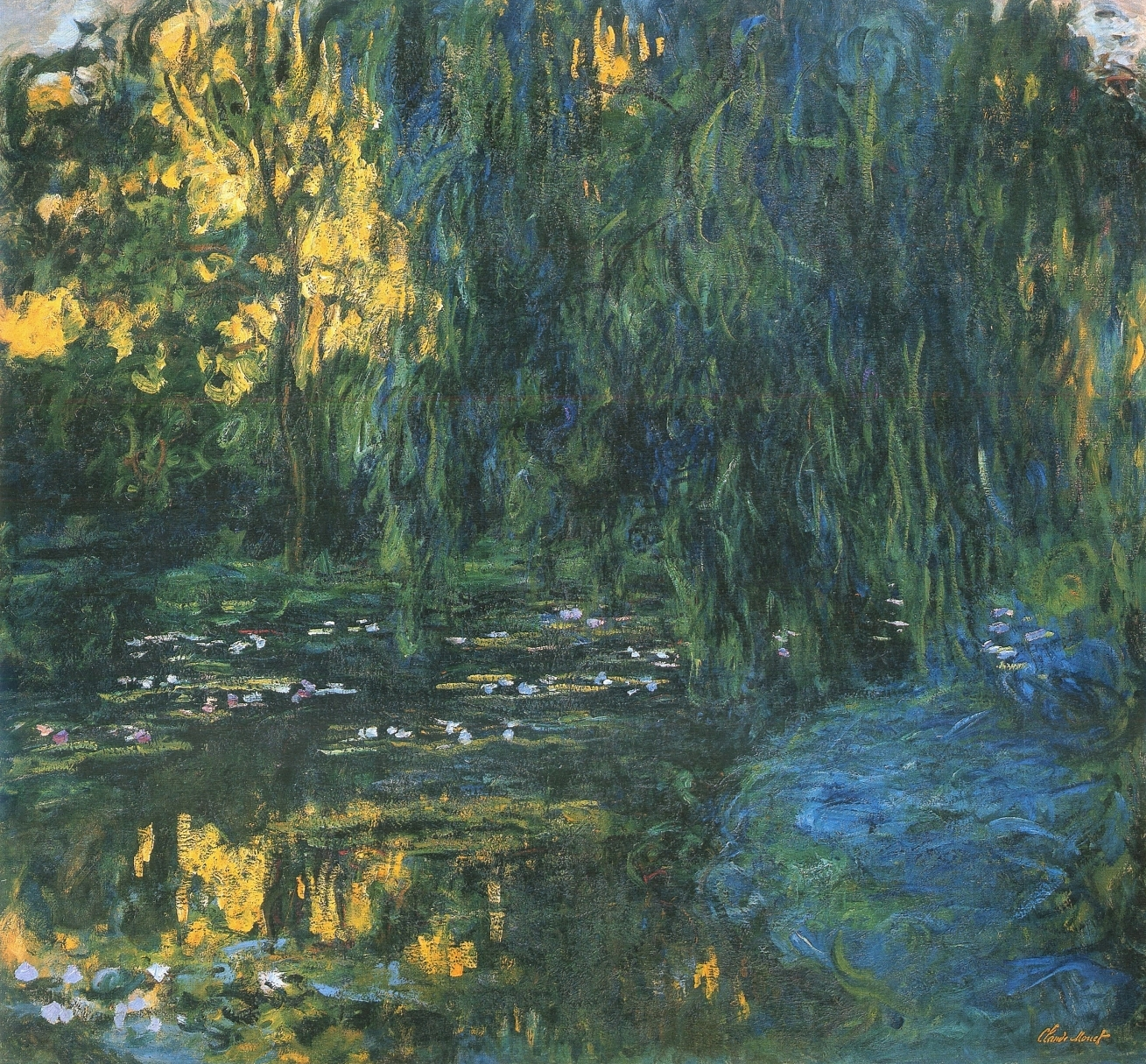
Vue du bassin aux nymphéas avec saule, Claude Monet (1916-1919).

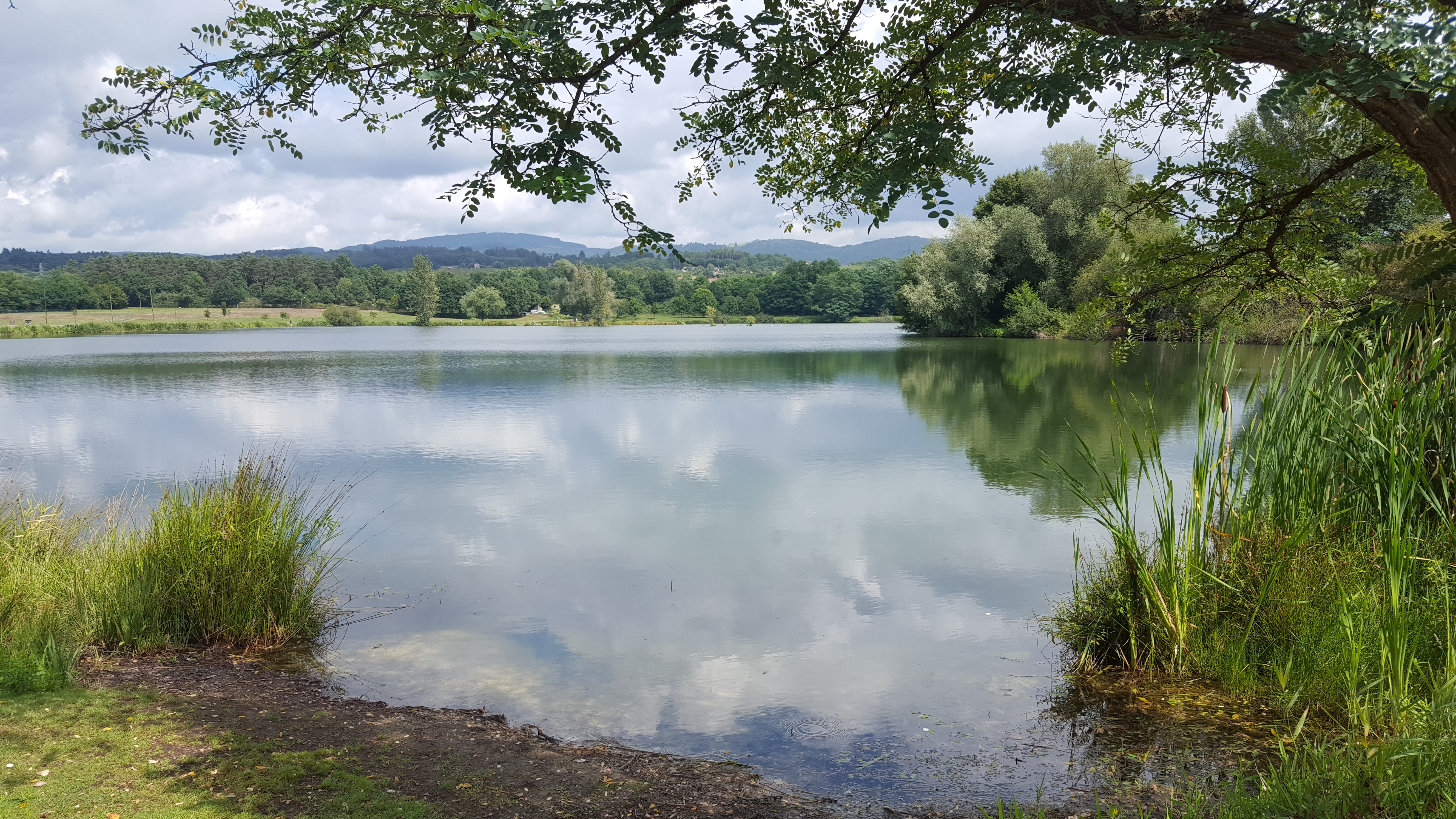
L'étang d'Iloa dans la base de loisirs d'Iloa à Thiers.

Un étang (venant du latin stagnum signifiant « stagnant ») est une étendue d'eau stagnante, artificielle ou naturelle, plus grande qu'une mare, située à l'intérieur des terres. La taille de ce qui est considéré comme un étang ou une mare varie d'une région à l'autre. 
La majorité des étangs sont artificiels et ont été créés à partir du Moyen Âge pour la pisciculture. Ils peuvent être creusés dans le sol, ou constitués d'une retenue d'eau dans le fond d'un vallon par une digue sur un ruisseau. Beaucoup d'étangs sont aussi le résultat d'activités extractives (tourbières, gravières, sablières, affaissements miniers, etc). D'autres servent de réserves d'eau pour l'agriculture, et d'autres encore ont été créés pour les loisirs.
Sur les littoraux du Sud de la France de vastes lagunes sont appelées étangs en raison de la traduction littérale des termes occitans estanh ou estang. On retrouve ainsi cette dénomination pour l'étang de Berre ou l'étang de Thau. Ces étendues d'eau saumâtre ou salée ne sont toutefois pas stagnantes.

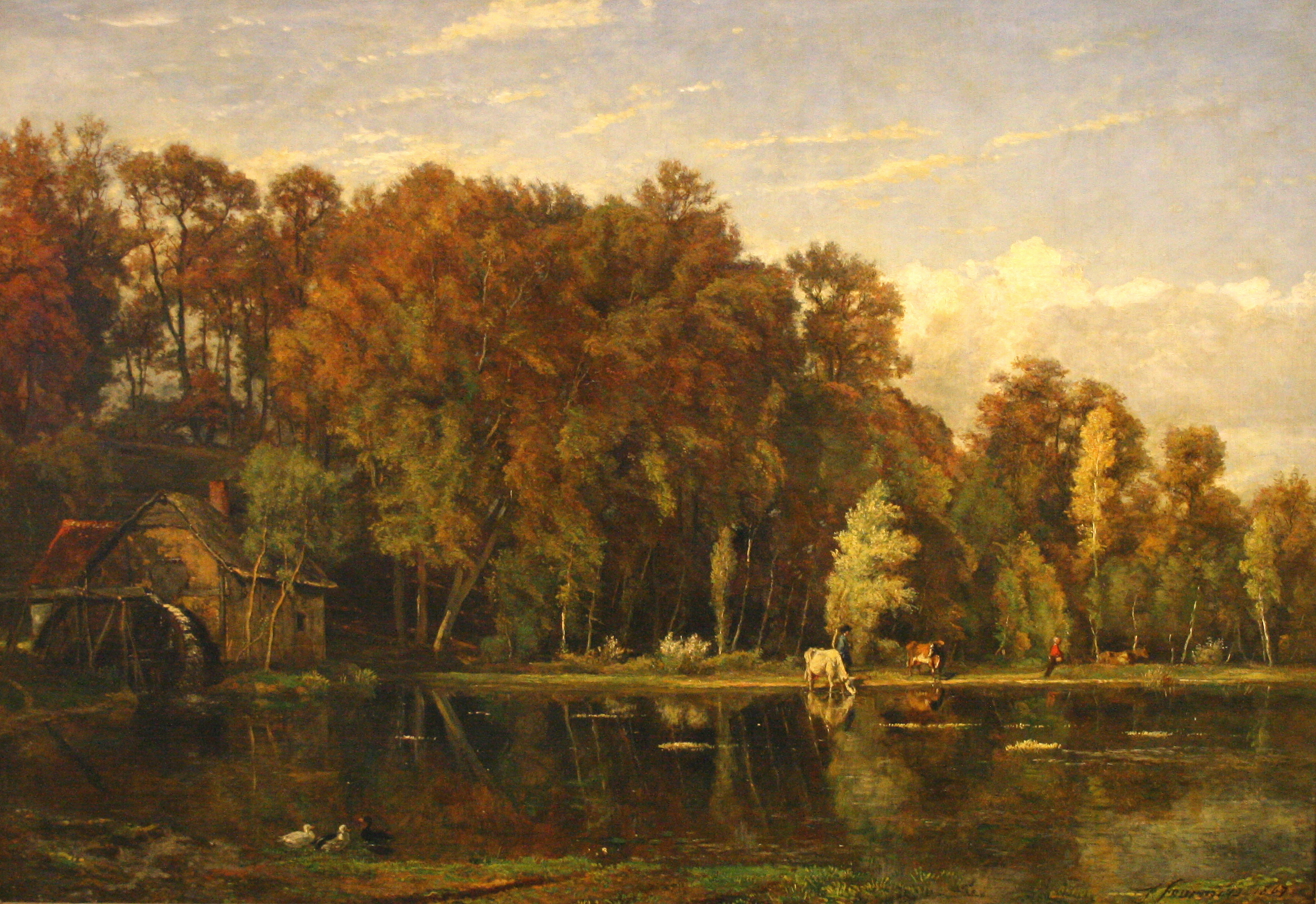
L'Étang, tableau de Théodore Fourmois peint en 1867.

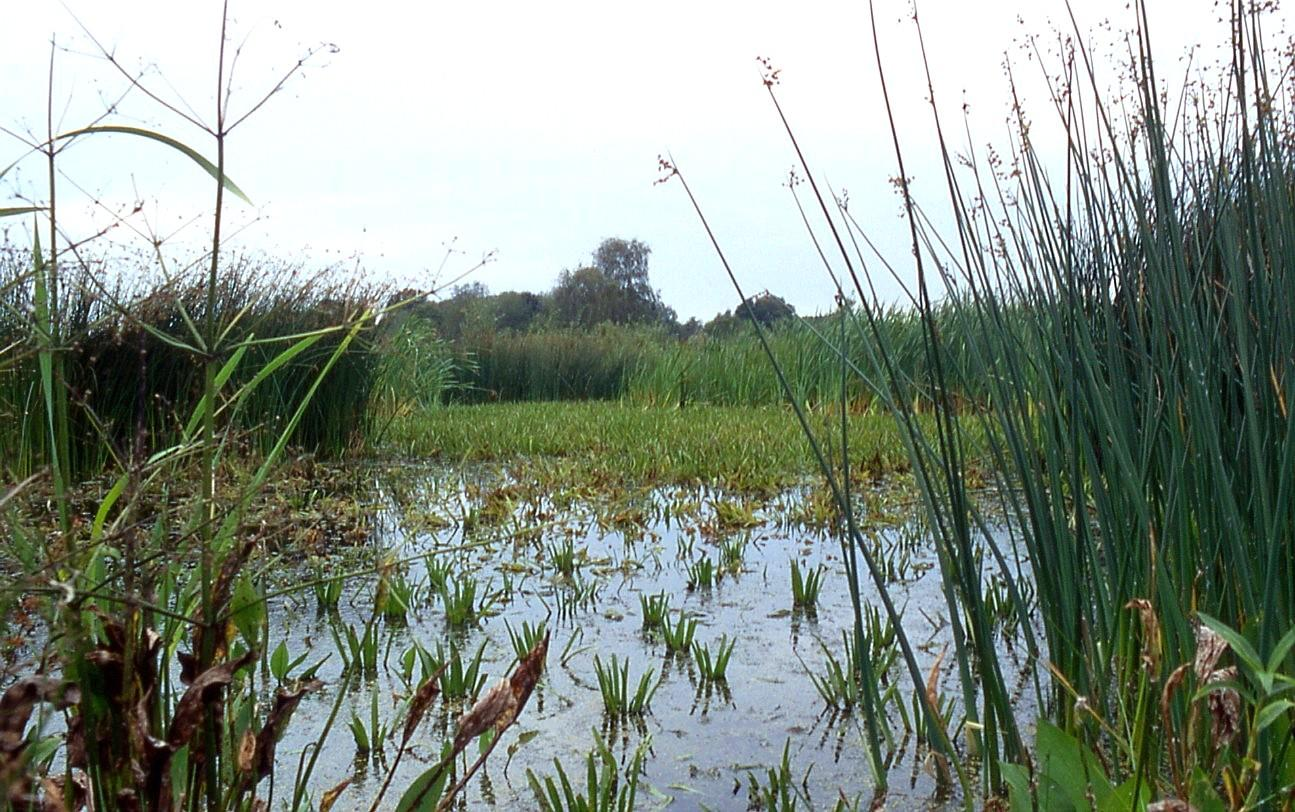
Étang dans le Nord de l'Allemagne ; dans ce cas, l'évaporation est diminuée par une moindre surface libre, mais au moins en partie compensée par l'évapotranspiration qui injecte dans l'air des quantités significatives de vapeur d'eau (qui contribuera à la rosée, aux brumes et aux pluies), via le cycle de l'eau.

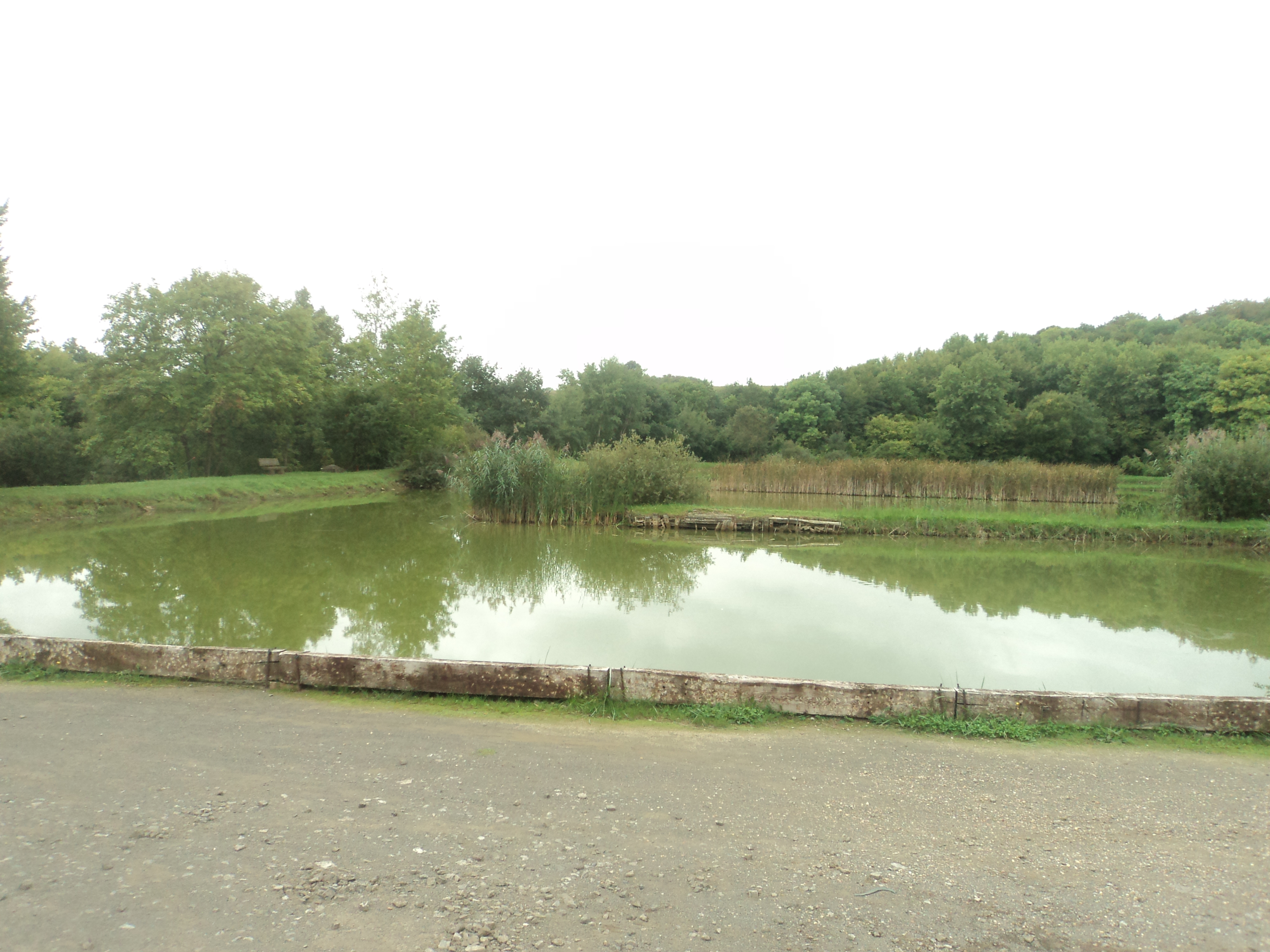
Les étangs communaux de la commune de Tucquegnieux (54), d'aspect plus artificiel, aux berges peu naturelles et servant de base de loisirs pour la pêche.

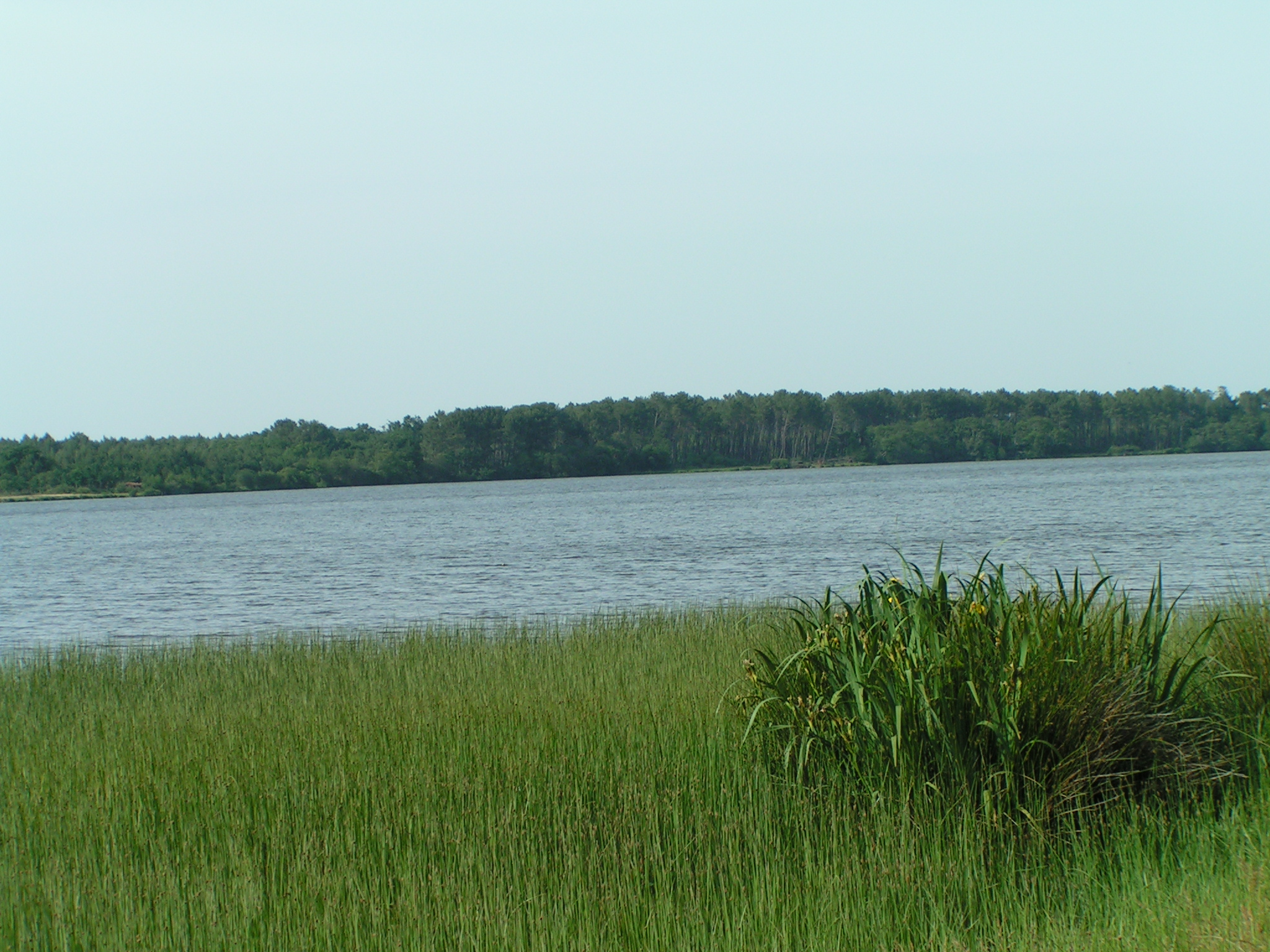
Étang d'Aureilhan (Landes).

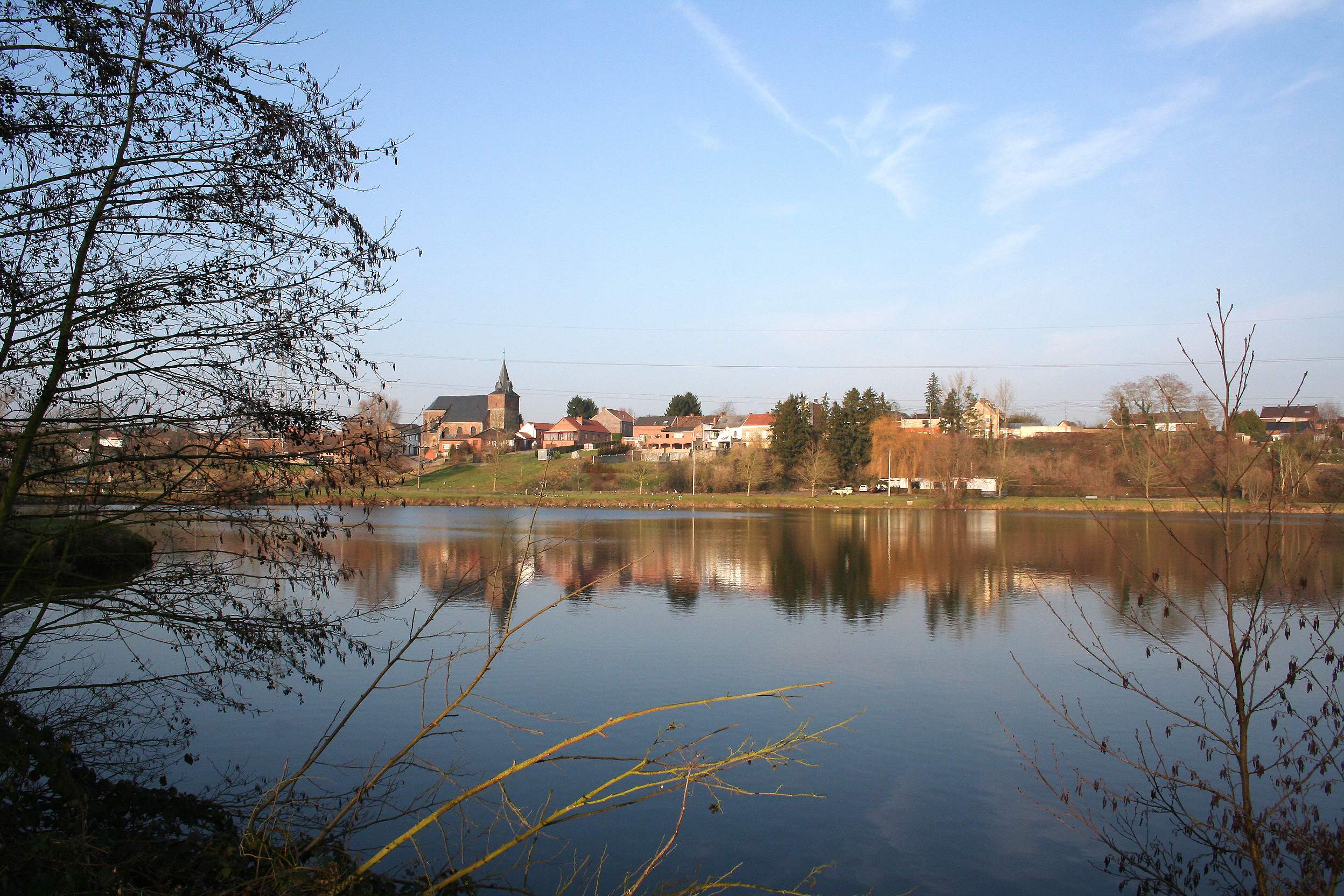
Étang d'affaissement minier, ici dans le Hainaut belge.

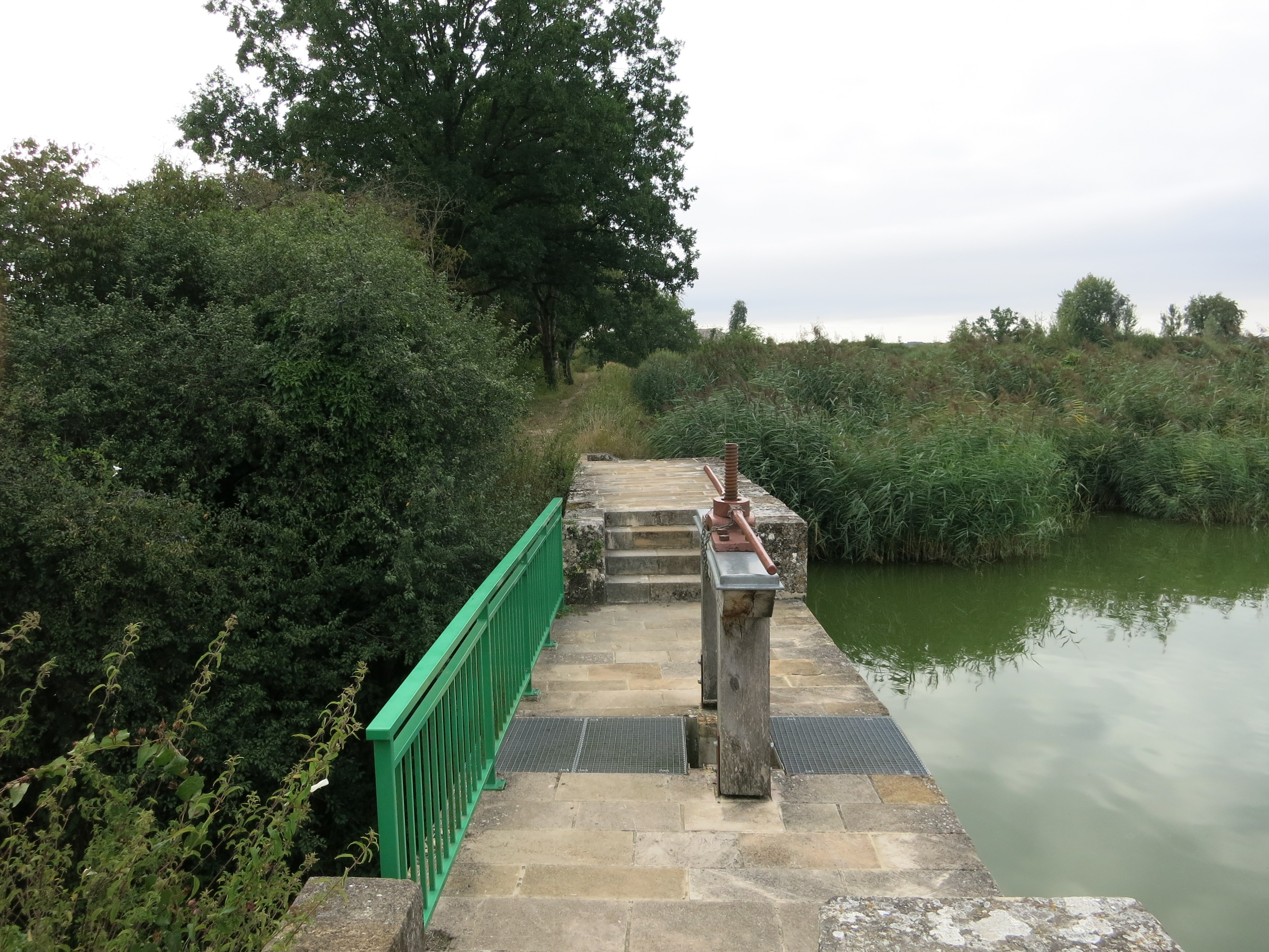
Moine de l'étang de Belval-en-Argonne (France).

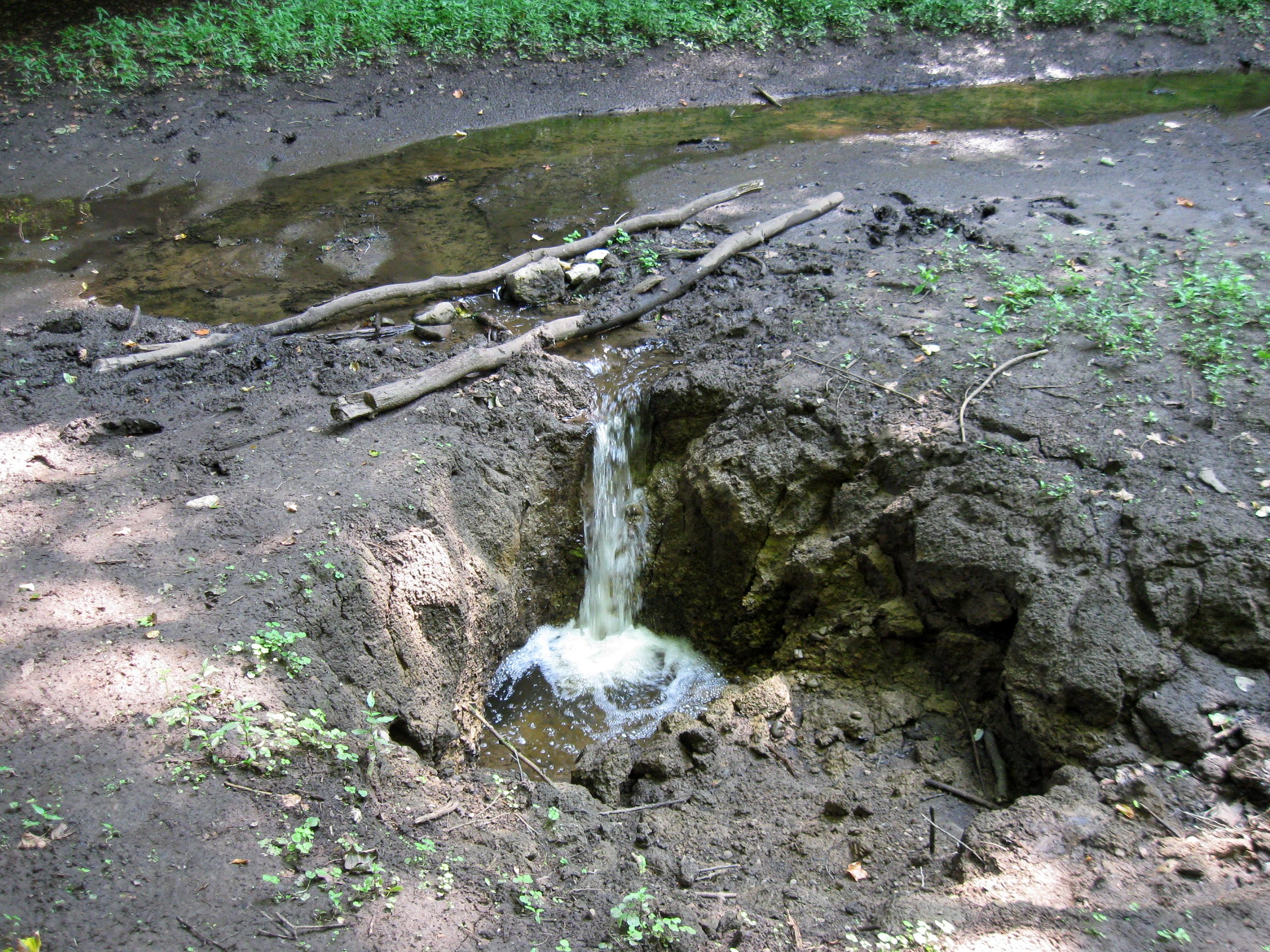
L'infiltration de Gleißenbach, située à environ 500 mètres au nord de l'étang de Deiniger. L'eau du trop-plein de l'étang de Deininger s'écoule d'abord dans la rivière Gleißental, puis s'enfonce dans le sol après quelques centaines de mètres. Ce type de situation est propice à la pollution directe et brutale de nappes souterraines.

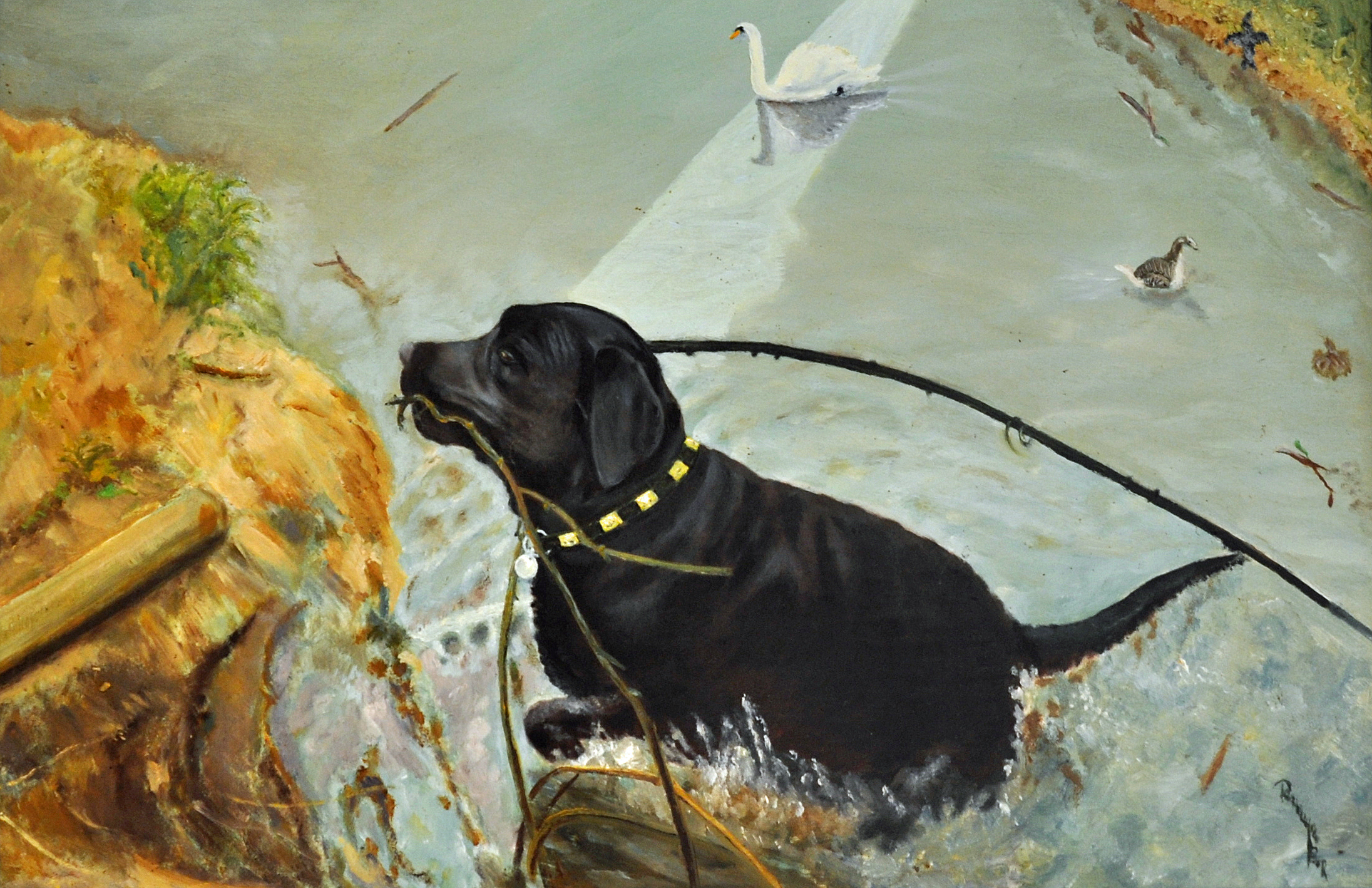
Le Labrador sortant de l'étang du parc de la Sauvagère, peint par Albert Demuyser (1920-2003).

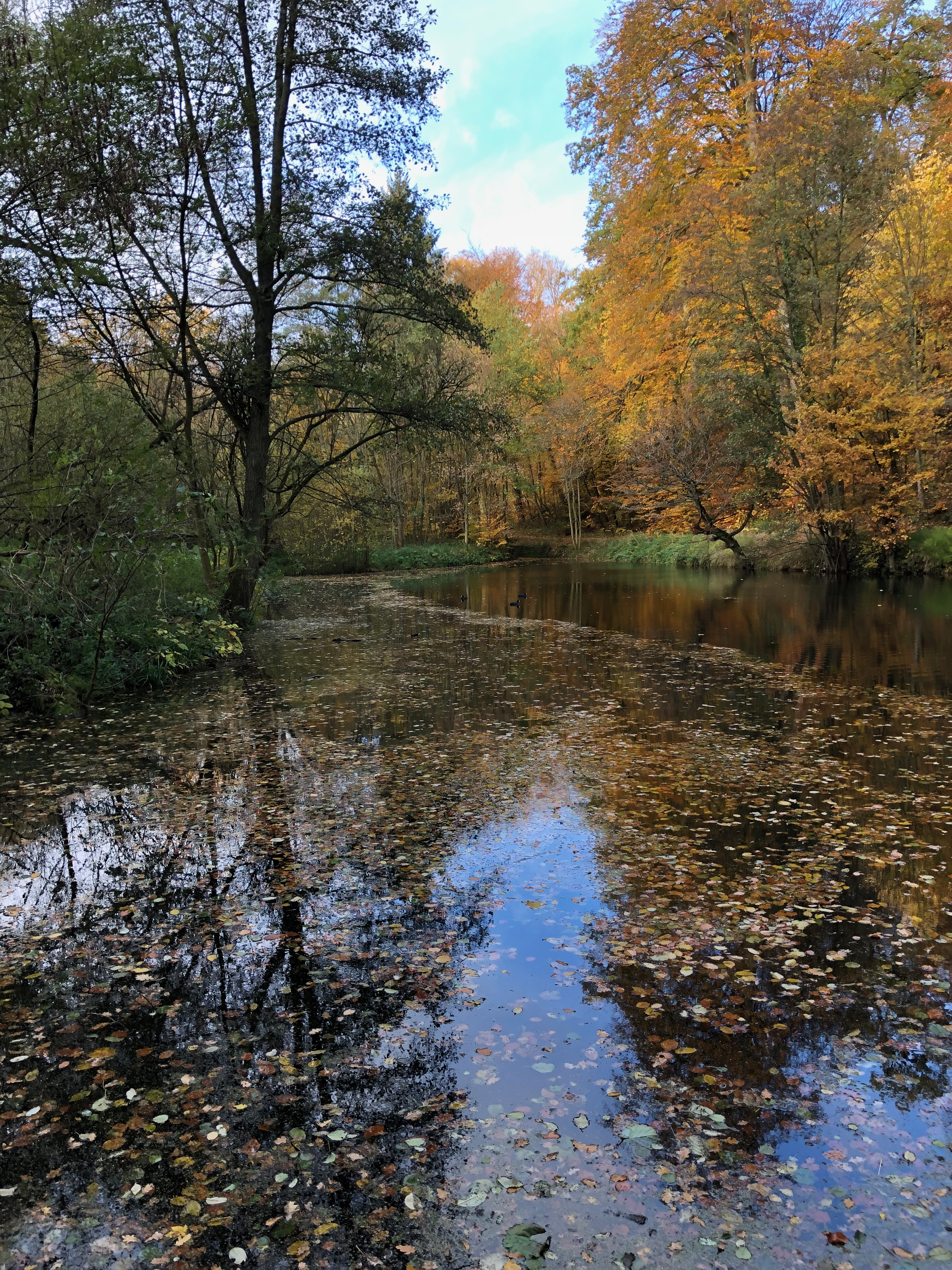
L’étang du Clos des Chênes au vallon des Enfants Noyés.

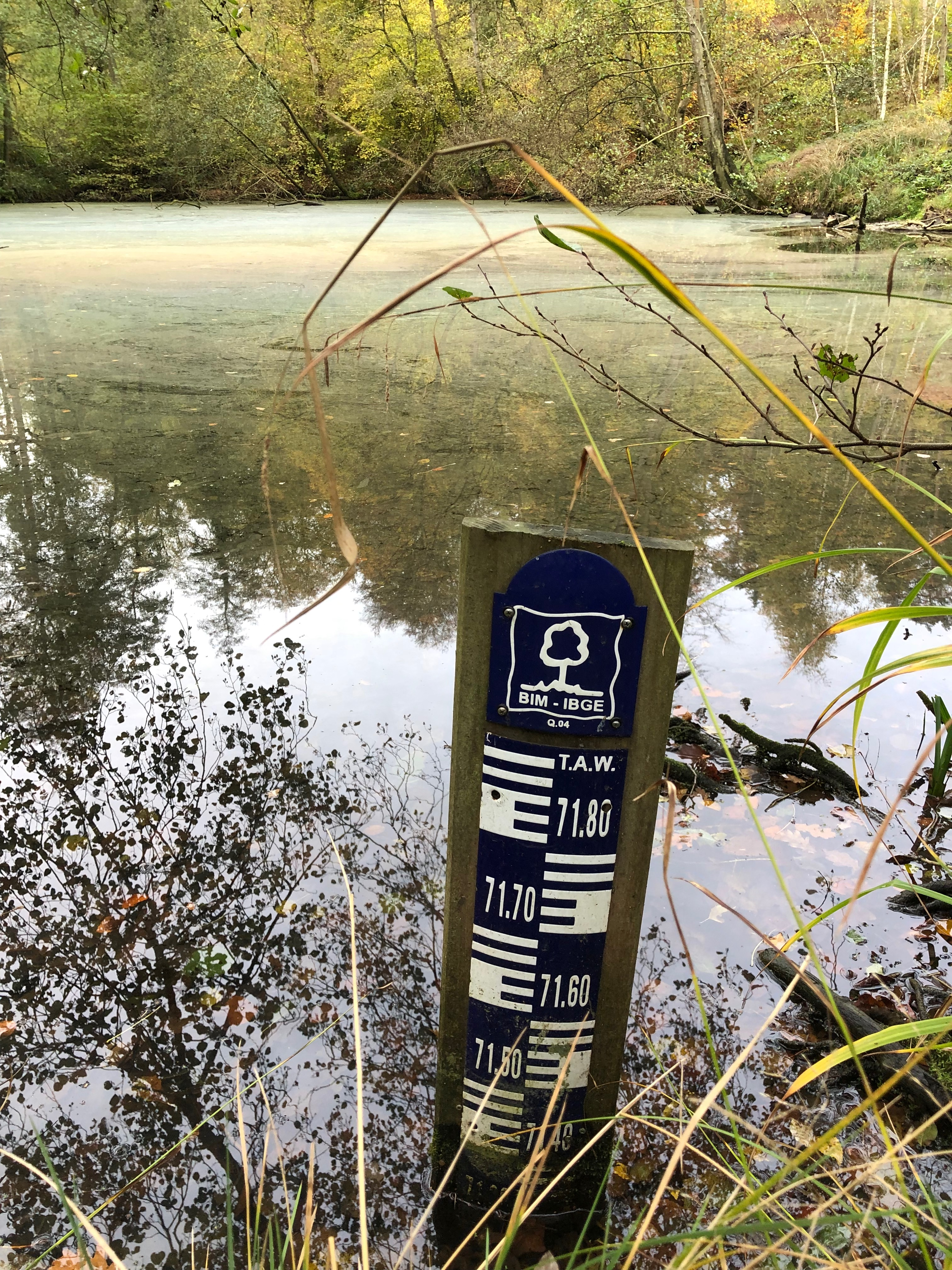
Jauge de profondeur du Petit étang au vallon du Vuylbeek.

## Définition
Il existe de nombreuses définitions de l’étang. Il s'agit d'un plan d'eau, continental, d'origine naturelle ou anthropique, dont les dimensions et les usages (vidange, assec) ne permettent pas toujours d'établir la zonation ni l'étagement des différents processus stagnustres de façon durable.[pas clair]
L'étang est une étendue d’eau à renouvellement généralement limité, de taille variable, ainsi l'étang de Berre, l'étang de Thau et l'étang de Vaccarès, qui sont en réalité des lagunes, sont bien plus grands que les lacs de France. Seul le lac Léman, partagé entre la France et la Suisse, est plus grand. Certaines définitions considèrent que l'eau d'un étang doit être stagnante.
D'autres que seules les berges, et les zones ayant une profondeur inférieure à 2,50 m sont à considérer comme zone humide[pas clair].
On parle aussi – en France notamment – d'étangs de pêche, et/ou de chasse.

## Étymologie
Le mot est attesté en ancien français sous la forme estanc au sens d’« étendue d'eau dont les bords arrêtent l'écoulement » dans la première moitié du XIIe siècle, c'est-à-dire antérieurement au mot mare en 1175 (mare « petite nappe d'eau peu profonde qui stagne »). Des attestations antérieures du mot mare en Normandie donnent aussi au terme mare le sens d'« étang ». Inversement, le mot étang a également signifié « mare » dans le reste du domaine d'oïl, mare étant un emprunt plus récent au normand. En français moderne, étang et mare ont une signification différente.
En pays catalans, le terme estany (étang en catalan), est employé indifféremment pour désigner des étangs et lacs, de préférence à llac ; on trouve ainsi de nombreux lacs, souvent d'origine glaciaire, qualifiés d'"étangs" en Ariège , dans les Pyrénées orientales et en Andorre.
Albert Dauzat a proposé l'étymon latin stagnum comme source du mot étang (cf. italien stagno « mare, étang ») avec pour justifier de la forme estanc de l'ancien français, une influence du terme étancher. Il semble qu'il s'agisse en fait de l'inverse, étang serait issu de l'ancien français estanchier ayant accessoirement le sens d'« arrêter l'écoulement d'un liquide » (d'où français étancher et étanche) et le -g final serait une graphie fallacieuse inspirée par le latin stagnum. Cf. l'espagnol estanque « mare, étang », parallèle à l'ancien français estanc et qui ne peut pas, pour des raisons phonétiques, procéder de stagnum, mais bien d’estancar « stagner ».
En français, le verbe stagner est un emprunt récent (XVIIIe siècle) au latin classique.

## Formation et évolution des étangs
La plupart des étangs sont le résultat d'aménagements humains, soit par l'établissement d'une digue sur un cours d'eau, soit par curage d'un endroit naturellement humide et alimenté par les eaux de pluie, de source, de ruissellement ou en creusant jusqu'en dessous de la nappe phréatique (cas des gravières). En Europe, de nombreux étangs sont contenus par des digues artificielles qui datent souvent des travaux hydrauliques des abbayes médiévales. Ces étangs (ou viviers) constituaient souvent des réserves d'eau et de poisson après que les grands drainages eurent fait disparaître nombre des tourbières et zones humides naturelles du paysage.
La formation d'un étang nécessite une alimentation en eau et un sol assez imperméable ou une communication avec la nappe phréatique. L'alimentation peut consister en un canal prélevant l'eau sur un cours d'eau naturel. Il est fréquent que le cours d'un ruisseau ait été utilisé pour créer un chapelet d'étangs se déversant les uns dans les autres. La digue d'un étang est constituée par un amas de terre, de cailloux et d'argile ou très rarement par un mur-barrage en béton ou en maçonnerie.
Lorsque les étangs sont entourés d'arbres, situé en aval d'une zone soumise à érosion, un entretien régulier (curage) est nécessaire pour repousser l'envasement et, si l'eau est eutrophisée, pour limiter la prolifération de la végétation aquatique (faucardage des roseaux, et coupe des arbres sur les rives). Dans les régions où il est présent, le rat musqué peut imposer le colmatage des trous qu'il creuse dans les digues.
La vidange de certains étangs retenus par une digue peut se faire par pompage, siphonage, ou par une bonde avec ou sans moine.
Un trop plein (en seuil ou en échancrure) éventuellement barré par une grille est souvent creusé ou maçonné dans la partie supérieure de la digue pour évacuer un éventuel surplus d'eau en période de crue.

### Bondes d'étangs etmoines
Une bonde d'étang peut être un écoulement naturel, muni ou non une vanne simple ou complexe, ou un moine qui peut ou non inclure un système de siphon pour permettre d'évacuer de l'étang une couche d'eau, ou strate, spécifique plutôt que celle de surface.
Un moine est une sorte de puits artificiel, soit en béton coulé sur place, soit en éléments empilables. Les plus simples ont un côté constitué de planches que l'on empile en les faisant coulisser dans des rainures verticales pratiquées le long de chacun des côtés adjacents. La hauteur de cet empilement détermine celle du remplissage de l'étang, et le fond du moine est relié à une buse qui passe sous la digue et évacue le trop-plein de l'étang. Certains moines comportent deux paires de rainures, la plus externe recevant alors un filtre sur toute la hauteur du moine. Ce filtre nécessite impérativement un nettoyage régulier, ce qui exclut son utilisation dans les étangs peu visités. 

Des modèles de moines plus élaborés sont munis d'une paire de rainures, toujours verticales mais cette fois au milieu des côtés adjacents, qui reçoivent elles aussi une série d'éléments empilables et amovibles. Le moine est alors divisé en deux compartiments (hormis le filtre) dans le sens de la hauteur, et c'est la cloison de division au milieu qui régule le niveau d'eau dans l'étang. L'un des compartiments est relié à la buse ; l'autre compartiment — celui qui est fermé sur deux côtés par un empilement d'éléments — est muni d'une ouverture de hauteur modulable vers l'étang, ouverture dont la hauteur détermine celle de la couche d'eau évacuée. Chaque couche d'eau étant caractérisée par une température particulière — la plus froide étant au fond, ce système permet de moduler les températures des eaux et contribue à la gestion de l'équilibre de son écosystème.

## Historique
À l'origine les étangs ont été aménagés principalement pour la pisciculture, les ressources de l'agriculture ou de l'élevage n'étant pas suffisantes dans les régions où le sol était à la fois pauvre et marécageux.
L'exploitation de l'énergie hydraulique a contraint le meunier à canaliser le cours d'eau exploité et souvent à créer une réserve d'eau en amont pour réguler les variations de débit.
Au XIXe siècle avec le développement de la machine à vapeur et de l'adduction d'eau, l'étang a perdu son rôle de réserve d'énergie ou d'eau pour l'industrie, à part quelques moulins et scieries qui utilisent encore une roue à aubes accessoirement.
Parfois sous l'influence des hygiénistes qui les jugent sources de miasmes et de microbes indésirables pour le bétail, les étangs périurbains ou de zones de grandes cultures sont volontiers considérés comme insalubres. On cherche alors à les dessécher (leurs sédiments riches en matière organique étant par ailleurs très productifs, au moins les premières années de mise en culture).
Au XXe siècle, l'étang devient plutôt un lieu de loisir : pêche, chasse au gibier d'eau, canotage et sports nautiques… mais certains étangs sont toujours exploités pour la production de poissons d'eau douce et l'agriculture (dans la Dombes par exemple), d'autres sont entretenus pour le simple agrément ou pour constituer une réserve d'eau douce pour la consommation, l'irrigation, la lutte contre les incendies ou l'arrosage.

## Caractéristique physiques
Contrairement à ce qui est communément admis, des études de géographie limnologique[réf. souhaitée] ont montré la présence de stratification thermique temporaire dans les étangs, dès deux mètres de profondeur.
L'étang est un écosystème particulier très sensible aux pollutions (notamment l'eutrophisation liée aux nitrates). La faune et la flore qu'il abrite contiennent des espèces spécifiques, dont certaines sont protégées. L'étang est devenu en de nombreux endroits un lieu de conservation de la flore et de la faune souvent mis en valeur pour la sensibilisation du public à la nature.

## Bilan hydrique
Le bilan hydrique d'un étang se calcule théoriquement en soustrayant les « sorties d'eau » (liquide et vapeur) aux entrées d’eau dans le système. En raison de la présence d’une flore plus ou moins émergée et importante, et de berges et configurations plus complexes, ce calcul est beaucoup plus difficile que dans le cas d'un simple bassin ou réservoir ou bassin de stockage ;
1. Les sorties ou pertes d'eau[13] sont celles des exutoires (trop plein), de la percolation vers la nappe (liée à la perméabilité du fond, des berges et du substrat et à la hauteur de l'eau, cf. Loi de Darcy), l'évaporation (E)[14] et l'évapotranspiration (ET)[15],[16] des plantes aquatiques de surface, de la ceinture de végétation et des arbres dont les racines peuvent prélever de l'eau dans l'étang[17]. Il faut aussi parfois tenir compte de conditions particulière de froid/gel déshydratant[18].
2. Les entrées d'eau du système sont l'alimentation de l'étang en eau (par un ou plusieurs ruisseaux ou cours d'eau), les apports de la nappe et les apports en eaux météoriques (pluie, neige…), qu'il s'agisse d'apports directs ou par le ruissellement à partir du sous-bassin versant.

Les équations de transfert de masse d'eau de l'étang à l’atmosphère varie selon qu'il s'agisse d'une eau libre sans plantes ou d'une eau plus ou moins couverte de plantes à feuilles flottantes ou hélophytes (roselière notamment).
Le passage d'eau de l'étang à l'atmosphère (mesuré en mm/an) est à la fois direct (évaporation) et indirect (évaporation).

Un calcul simplifié est souvent fait, estimant que ces deux facteurs varient directement avec les mêmes facteurs météorologiques, mais en réalité en saison de végétation, les plantes transpirent aussi la nuit et leur évapotranspiration varie fortement selon les conditions et le type de flore.

En saison de dormance (en zone froide, tempérée ou chaude et sèche), les modèles ou modes de calculs présupposent que le coefficient de transfert de masse est uniquement représenté par les pertes d'évaporation, bien qu'en réalité certaines plantes peuvent ne pas être tout à fait inactive ou contribuer par simple capillarité à alimenter l'évaporation (les tourbes, sphaignes et roseaux morts par exemple).
- En climat tempéré (Pays-Bas), on a comparé l'évapotranspiration de trois tourbières différemment végétalisées ; Durant la saison de croissance (avril à octobre 1986), l'évapotranspiration y différait selon le type et la structure de végétation, mais avec des bilans annuels néanmoins relativement proches[21]. À cette occasion, on a aussi comparé l'évapotranspiration de lysimètres végétalisées (flore de tourbière) à l'évaporation des mêmes lysimètres remplis d'eau ; En présence de plantes, l'évapotranspiration était augmentée de près du double (× 1,7 à 1,9), mais restait de 0,7  à   0,8 fois moindre que le potentiel d'évaporation de l'eau libre de Penman (Eo, en mm d'eau évaporée/jour)[21].
- Dans un climat plus contrasté et froid, l'évapotranspiration (ET) d’une zone humide couverte de Typha près du lac Ontario a été scientifiquement comparée à l'évaporation de l'eau d'un étang proche, ouvert ; l'évapotranspiration du marais était en moyenne de 4,8 mm/jour, soit presque autant que les 4,9 mm/jour enregistrés pour l’eau libre bien plus que les 0,4  à   1,3 mm/jour pour le lac Ontario (la faible évaporation du lac est due à sa grande inertie thermique ; l’eau y reste plus froide (absorbant dans ce cas de 76 à 92 % du rayonnement net) et s’évapore moins). 
 À surface équivalente, la perte d’eau a été de 3,7  à   12,5 fois plus efficace par évapotranspiration sur l’étang que sur le Lac Ontario (l’importance de la fourchette reflétant aussi les incertitudes de mesures sur le lac)[22].
- Diverses expériences faites in situ ont montré qu'un plan d'eau libre mais couvert de végétation (ex. : lentilles, roseaux, arbres…) évapore beaucoup moins d'eau[23]. Supprimer la végétation de grands lacs et réservoirs peut augmenter l'évaporation, mais la végétation haute (arborescente notamment) contribue aussi à une perte d'eau significative, au moins une partie de l'année (en zone tempérée) par évapotranspiration. Une partie de cette eau étant recondensée sous forme de rosée (les nuits claires, fraiches et sans vent) ou - en partie - sous forme de pluie. Pour Idso, la présence de végétation au-dessus de l'eau peut être considéré comme un des mécanismes de conservation de l'eau[23].
- Diverses études ont montré que la « perte apparente » d'eau d'un étang ou d'un petit marais augmente proportionnellement avec la longueur du linéaire de berge par unité de surface. Les facteurs en cause peuvent être des infiltrations latérales via les berges, une évaporation de l'eau y remontant par capillarité, l'évapotranspiration des ceintures de végétation des berges et des végétaux proches (dont les racines ont accès à l'eau de l'étang ou de la nappe d'accompagnement si elle existe)[24],[25]. D’autre part, les relations entre étang, berge et nappes connexes sont complexes et influent aussi sur les bilans hydriques)[26].

Les calculs et modèles devraient tenir compte le plus finement possible :
- de l'évapotranspiration (souvent ramenée à une moyenne par 24 h, par mois ou par année) ;
- d'un coefficient de proportionnalité (ou « coefficient de transfert de masse »), paramètres difficiles à calculer (l'évapotranspiration varie considérablement selon l'âge, la saison, la température et l'état de la végétation) ;
- de la vitesse du vent (plus facile à mesurer in situ, par exemple, mesurée à 4 m au-dessus du niveau de l'étang) ;
- de la pression de vapeur saturante (en millibars, liée à la température de la surface de l'eau) ;
- de la pression de vapeur de l'air (en millibars) ;
- des variations de la viscosité, de la densité et du pouvoir déshydratant de l'air ;
- de la rugosité de la surface de l'étang ;
- des ombres portées sur l'étang (par le relief, les arbres ou les constructions) ;
- de l'état de santé des plantes aquatiques ou rivulaires (des arbres morts (à la suite par exemple d'une augmentation de la salinité, ou du niveau de l'eau) n'évapotranspirent plus, freinent moins le vent et font moins d'ombre)…

## Environnement

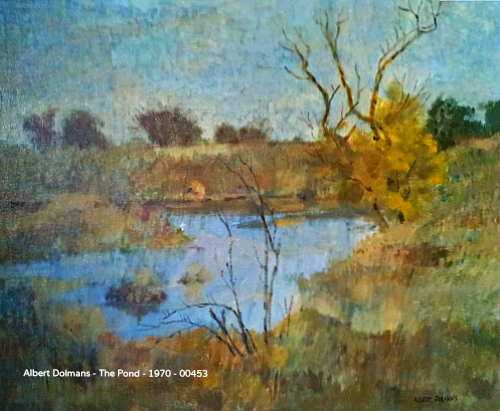
L'Étang, huile sur toile d'Albert Dolmans (1970).

Hormis pour quelques étang littoraux et lagunaires naturel, l'étang est un objet géographique, hydrographique et biogéographique plus ou moins artificiel, dont les qualités écologiques sont débattues, notamment par les pêcheurs qui tendent souvent à donner plus de valeur au poisson dit « noble » (salmonidés essentiellement) des eaux courantes par rapport à l'ichtyofaune des eaux stagnantes, en mettant en avant depuis quelques années l'idée de libre circulation. Cependant, certains étangs et leurs berges, à certaines conditions de naturalité, semblent pouvoir offrir des habitats de substitution à certaines zones humides qui seraient encore naturellement présentes en l'absence d'aménagement des plaines alluviales ou des plateaux argileux, ou si l'on avait pas éradiqué les castors de la majeure partie de leur aire naturelle de répartition (zones tempérées d'une grande partie de l'hémisphère nord). Les barrages de castors maintenaient des successions de zones humides, pour certains aspects semblable à certains étangs artificiels.
Par ailleurs, l'étang, moins que la mare sans doute, est longtemps resté un objet géographique méconnu en France, sauf dans quelques régions où ils sont encore voués à une pisciculture intensive (Dombes par exemple). Les inventaires des zones humides entrepris avec les agences de l'eau devraient mieux les faire connaître en différenciant mieux leurs typologies par leurs aspects morphométriques, géomorphologiques, hydrographiques, écologiques, piscicoles, physiques, socio-économiques et historiques, voire culturels). Ainsi dans le seul Limousin, ce sont 22 792 plans d’eau, dont plus de 16 000 étangs (existant généralement depuis au moins un millénaire) qui ont été listés (ce qui fait de cette région la première région administrative « stagnustre » en France, surtout répartis dans le Haut-Limousin (région la plus densément couverte d'étangs en France).
L'implantation d'un étang, sa forme, sa profondeur ne sont pas neutres pour son environnement. Selon les cas, il sera un facteur d'artificialisation, ou avoir des impacts écologiquement positifs. S'il détourne l'eau d'une rivière, ou s'oppose à écopotentialité du site, ou s'il se déverse dans un ruisseau antérieurement plus frais et pur, le réchauffement de l'eau de l'étang en été peut avoir des conséquences importantes sur l'évolution de la faune et de la flore du cours d'eau.

En outre, dans une grande partie du monde, on a introduit — volontairement ou accidentellement — dans les étangs et leurs milieux connexes (berges, zones para-tourbeuses, ruisseaux…) des plantes (ex. : certaines jussies), algues et bactéries, ainsi que des poissons, crustacés, escargots ou coquillages non autochtones dont beaucoup sont devenus franchement invasifs hors de leur milieu d'origine
(voir l’article Espèce envahissante).
Du point de vue hydrographique, l'étang est une réserve d'eau à niveau relativement constant, qui peut parfois réguler le débit d'un cours d'eau et gommer partiellement les crues et les périodes d'étiage mais qui (à cause d'un niveau artificiellement maintenu stable) ne permet pas l'expression normale des espèces pionnières ou des écotones ; il permet de maintenir une certaine hygrométrie et ses pertes alimentent souvent la nappe aquifère d'accompagnement/alimentation. En contrepartie, dans certaines régions pour des étangs de loisir (pêche, chasse, golfs, décor paysager), son évaporation ou son utilisation pour l'arrosage (dans le cas des golfs par exemple) est parfois compensée par des prélèvements importants dans les cours d'eau, voire dans la nappe (pompage) pour maintenir son niveau en période de sécheresse, aggravant ainsi les effets de l'étiage. 
Par exemple, en Floride, les étangs des golfs servent souvent de bassin d’expansion de crue et de réserve d’eau d’irrigation pour l'arrosage des gazon de golf.
En plus de l'évaporation, l'évapotranspiration des roselières ou des arbres des berges — quand il y en a — est aussi à prendre en compte dans les bilans hydriques. En zone chaude et bien exposée au soleil et au vent, ces deux phénomènes, ainsi que les mouvements d'organismes vivants (dont zooplancton) peuvent conduire à un véritable « cycle nycthéméral de salinité » et parfois de température ou du degré thermohygrométrique de l'air, avec des gradients de salinité — selon les étangs et au sein de chaque étang — en partie « contrôlés » par le vent. C'est par exemple le cas en Camargue où en 1969 Heurteaux a montré les rapports complexes qu'entretiennent les étangs avec la nappe et la nature de la végétation
Comme tous les plans d'eau, des étangs très artificiels comme ceux des golfs attirent certains oiseaux d'eau « effet miroir ». Des chercheurs de l'Université de Floride se sont demandé si ces étangs pouvaient offrir un habitat de substitution aux oiseaux d'eau. Ils ont ainsi inventorié sur 183 de ces étangs (dans 12 golfs du sud-ouest de la Floride) – en 2 ans (janvier à avril 2001 et 2002) – 10,474 oiseaux appartenant à 42 espèces. La végétation et l’hydrologie des étangs ont été étudiées pour mettre en évidence d’éventuelles corrélations avec la présence/absence de certaines espèces. Le nombre d’oiseaux d’eau observés par hectare de plan d'eau était anormalement faible (moins de 2 oiseaux d’eau par ha pour la plupart des espèces ; à titre de comparaison, sur le seul lac du Der qui est artificiel, on a observé jusque 68 000 grues et on y observe chaque année plus de 270 espèces d’oiseaux). Les auteurs ont suggéré que la valeur des étangs de golf pouvait être améliorée par des modifications de la végétation et de l’hydrologie pour mieux répondre aux besoins de guildes spécifiques (voir l’article Impacts environnementaux des golfs).
Lors de la vidange brutale d'étangs artificiels de pisciculture plus ou moins extensive (dans la Dombes par exemple), l'étang injecte dans le cours d'eau récepteur des matières minérales et organiques modifiant la composition de l'eau courante, mais par sa mise en culture de végétation aérienne peut contribuer à épurer les sédiments mis au jour. Ensuite, après remise en eau, les plantes flottantes et enracinées, ainsi que le phytoplancton contribueront aussi à l'épuration de l'eau.
Enfin, certains étangs recueillent des eaux polluées par des rejets urbains, industriels ou agricoles (engrais pesticides), et les étangs de chasse et/ou de pêche contiennent souvent des quantités significatives de plomb de pêche et/ou (grenaille toxique) qui s'y sont déposés depuis plusieurs décennies, avant leur interdiction récente dans les zones humides peut poser des problèmes de pollution des sédiments et de saturnisme aux oiseaux qui s'y nourrissent (saturnisme aviaire). Ce sont des facteurs qui augmentent le risque de botulisme.

## Étangs d'eau douce
La nature (imperméable) du sol conjuguée à de faibles pentes caractérisent souvent les régions d'étangs, parmi lesquelles on note – en France – :
- la Sologne, qui compte près de 3 200 étangs ;
- la Dombes ;
- la Haute-Saône et son plateau des Mille Étangs ;
- le Pays des étangs à l'est de Château-Salins en Lorraine ;
- la Brenne, pays des mille étangs inscrite à la Convention de Ramsar ;
- le Limousin ;
- la Double ;
- le Forez.

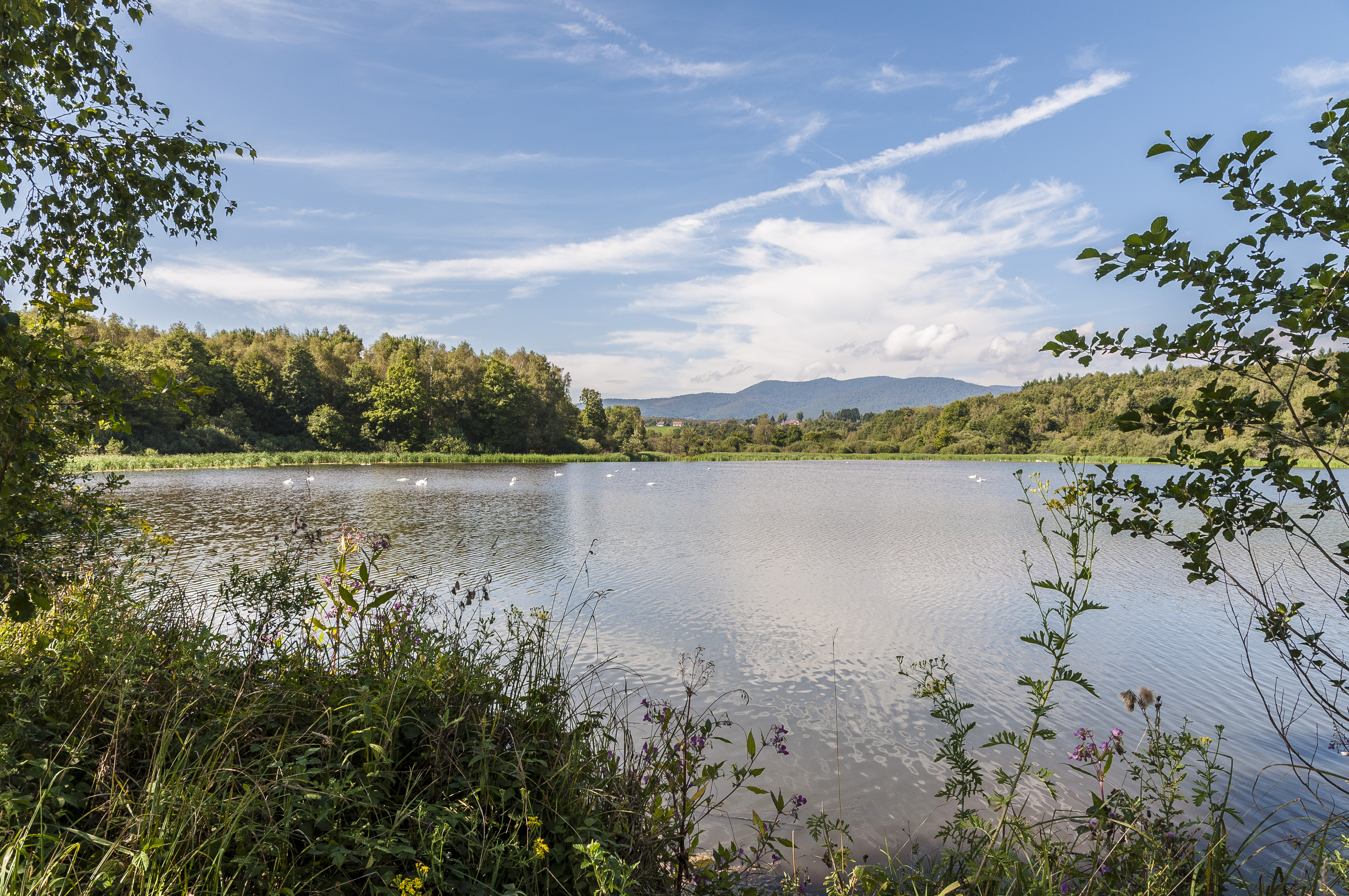
Vue sur l'étang de la Véronne.

Certains étangs ont cependant une superficie ou un intérêt suffisants pour figurer dans la liste de lacs de France.
Hors de France, on peut citer en Belgique les étangs d'Ixelles ou à Londres les étangs d'Hampstead Heath.

## Étangs salés
Il existe également des étangs salés, qui sont en fait des lagunes qui communiquent la plupart du temps avec la mer par des « graus ». On peut en France citer l'étang de Thau, l'étang de Berre, l'étang de l'Or, l'étang de Bolmon.

Ces étangs sont caractérisés par des variations importante de salinité liées au soleil et au vent, équilibrées par les marées d'amplitude discrète (quelques centimètres d’amplitude dans l'étang de Thau, pour 14 cm en mer à Sète, mais qui suffisent à ce que chaque marée (deux fois par jour) permette un échange de 750 000  à   3 750 000 m3 d'eau entre étang (7 500 ha) et mer. Le réchauffement climatique contribue à une montée de la température de l'eau (ex. : +2 °C en 25 ans seulement, de 1975 à l'an 2000 pour l'étang de Thau), alors que la température de l'air augmentait et que les précipitations diminuaient. Ce réchauffement accentue l'évaporation qui a également conduit à une augmentation de la salinité de l'eau,.

## Étangs de production
Les étangs, particulièrement s'ils sont facilement vidangeables ou aménagés pour cela, permettent depuis longtemps une production importante de poisson. La pisciculture en étang s'est développée en Europe dès le Moyen Âge, en particulier du fait de communautés monastiques, et en Chine dès avant notre ère.
Certaines formes d'aquaculture intensifiée sont également basées sur des étangs ou structures équivalentes, comme l'élevage de crevettes, au détriment des mangroves en général.

### Autre utilisation
Un mode d'épuration des eaux usées appelé le lagunage est composé d'une série de lagunes ou étangs. Une charge de pollution organique, si elle n'est pas excessive peut en effet y être dégradée dans de bonnes conditions.